# 多齿长尾槭
多齿长尾槭（学名：Acer caudatum var. multiserratum）为槭树科槭属下的一个变种。

## 扩展阅读
- 維基物種上的相關：多齿长尾槭